# 桃县
桃县，中国汉朝时古县名。
汉高帝十二年（前195年）三月丁巳封劉襄为桃侯，汉惠帝七年（前188年），有罪免爵，二年后，復封，十六年后薨，谥号安。汉文帝十年（前170年），劉舍嗣桃懿侯，在位三十年薨。汉武帝建元元年（前140年），劉由嗣桃厲侯，在位十三年薨。元朔二年（前127年），劉自為嗣桃侯，在位十五年，元鼎五年（前112年），坐酎金免侯。汉元帝初元元年（前48年）三月封，廣川繆王劉齊子劉良为桃侯，谥号煬。其子劉敞嗣桃共侯。劉狗嗣桃侯，免。西汉改桃侯国置桃县，治所在今河北省冀州市西北。属信都国。王莽时桃县改为桓分县。东汉省。